# Wilhelm Grube
Wilhelm Grube, né le 17 août 1855 à Saint-Pétersbourg et mort le 2 juin 1908 à Halensee, près de Berlin, est un linguiste, ethnologue et sinologue allemand.

## Biographie
Grube naît dans une famille allemande de Saint-Pétersbourg. Il poursuit ses études à la faculté des langues orientales de l'université impériale de Saint-Pétersbourg de 1874 à 1878, notamment auprès de professeurs renommés comme Vassili Vassiliev et Franz Anton Schiefner, où il apprend le chinois, le mandchou, le mongol et le tibétain. Puis il suit les cours de Georg von der Gabelentz à l'université de Leipzig. Il y passe sa thèse de doctorat, mais il ne peut obtenir de poste à une chaire d'enseignement. Il retourne donc ensuite à Saint-Pétersbourg, pour devenir conservateur quelque temps au musée Asiatique de l'Académie impériale des sciences, dirigé par Viktor von Rosen.
Il est appelé en 1883 à Berlin pour devenir assistant du directeur du musée ethnologique, tout en donnant des cours à l'université de Berlin. Il est nommé professeur extraordinaire en 1892. Il se rend pour un voyage d'études en Chine avec sa femme de 1897 à 1899. La collection qu'il rapporte se trouve aujourd'hui au musée ethnologique de Berlin.
Parmi ses étudiants, l'on peut distinguer Serge Elisséeff et Otto Franke.

## Travaux
Grube est un pionnier de l'étude de trois langues inconnues des spécialistes jusqu'alors : deux langues toungouses parlées par quelques tribus de la région de l'Amour (dans l'Extrême-Orient russe) et une langue morte, le jurchen (yourtchen) du nord de la Mandchourie. Il étudie le matériel de l'Académie impériale des sciences de Saint-Pétersbourg rapporté par les expéditions de Carl Maximowicz et Leopold von Schrenck dans les années 1850.

## Quelques publications
- 1881. Die Sprachgeschichtliche Stellung des Chinesischen. T. O. Weigel.
- 1892. Linguistische Ergebnisse 1: Giljakisches Wörterverzeichniss nebst Grammatischen Bemerkungen [vocabulaire et grammaire du Gilyak]. 1re part. de Leopold von Schrenck (éd.), Die Völker des Amur-Landes.
- 1896. Taoistischer Schöpfungsmythus. Reimer.
- 1896. Die Sprache und Schrift der Jučen. Leipzig: Otto Harrassowitz.
- 1898. Pekinger Totenbräuche; Journal de la Société orientale de Pékin, vol. IV: 79–141.
- 1900. Linguistische Ergebnisse 2: Goldisch-deutsches Wörterverzeichnis (vocabulary of the Gold language). 2e partie de Leopold von Schrenck (éd.), Die Völker des Amur-Landes.
- 1901. Zur Pekinger Volkskunde; volume VII de Veröffentlichungen aus dem Königlichen Museum für Völkerkunde. Berlin: W. Spemann.
- 1902. Geschichte der Chinesischen Litteratur; volume VIII de Litteraturen des Ostens in Einzeldarstellungen. Leipzig: C. F. Amelangs.
- 1908–1909. Die Religion der Alten Chinesen. In Religionsgeschichtliches Lesebuch. Tübingen: J. C. B. Mohr.
- 1909. Die chinesische Philosophie.
- 1910. Religion und Kultus der Chinesen. Leipzig: R. Haupt.
- 1912. En collaboration avec Herbert Mueller. Fêng-shên-yên-i: Die Metamorphosen der Goetter (traduction d'un conte mythologique chinois de Fengshen Yanyi). Leiden: Brill.
- 1915. En collaboration avec Emil Krebs. Chinesische Schattenspiele. Leipzig: Otto Harrassowitz.